# Paul Morley
Paul Robert Morley (Farnham, 26 marzo 1957) è un giornalista, conduttore televisivo e scrittore britannico.

## Biografia
Paul Morley è nato a Farnham, nel Surrey, il 26 marzo 1957. Prima di frequentare la scuola, si trasferì con la famiglia a Reddish, nel Lancashire. Studiò alla Stockport Grammar School per poi trasferirsi a Londra.
Durante la seconda metà degli anni settanta, Morley scrisse per i giornali dell'area di Manchester Penetration, Out There e Girl Trouble. Sul finire del decennio iniziò a lavorare a NME; operò anche per la rivista Blitz.
Morley fu manager del gruppo punk The Drones negli anni settanta, agli inizi della loro carriera. Più tardi apparve nel video musicale di The Look of Love (1982) degli ABC. Durante la metà degli anni ottanta co-fondò il gruppo musicale elettronico Art of Noise assieme a Trevor Horn.
Morley si occupò delle campagne marketing e promozionali dei Frankie Goes to Hollywood ispirandosi all'estetica del disco Alles ist gut dei Deutsch Amerikanische Freundschaft. Sebbene ciò non sia confermato, si presume che fu Morley a concepire gli slogan provocatori riportati nelle magliette della band, come, esempio, Frankie Say Arm the Unemployed e Frankie Say War! Hide Yourself.
Morley fu il primo presentatore del programma televisivo The Late Show, trasmesso dalla BBC; apparve anche in altre trasmissioni in qualità di esperto musicale; scrisse e presentò un documentario sul tema della noia nel programma di arte Without Walls, trasmesso per un breve periodo su Channel 4; apparve regolarmente anche in The Review Show della BBC.
Nel corso della sua vita Morley ha scritto molti libri di musica come Ask: The Chatter of Pop (1986), Nothing (2000) e Words and Music: A History of Pop in the Shape of a City (2003).

## Libri
- Ask: The Chatter of Pop, 1986
- Nothing, 2000
- Words and Music: A History of Pop in the Shape of a City, 2004
- Joy Division: Piece by Piece: Writing About Joy Division 1977–2007, 2007
- Joy Division: Fragments, 2009 (con Christel Derenne)
- The North (And Almost Everything in It), 2013
- Earthbound, 2013
- I'll Never Write My Memoirs (con Grace Jones), 2015
- The Age of Bowie, 2016
- The Awfully Big Adventure: Michael Jackson in the Afterlife, 2019
- A Sound Mind, 2020
- You Lose Yourself, You Reappear: Bob Dylan and the Voices of a Lifetime, 2021
- From Manchester With Love: The Life and Opinions of Tony Wilson, 2021